# クリスティナ・ローズ

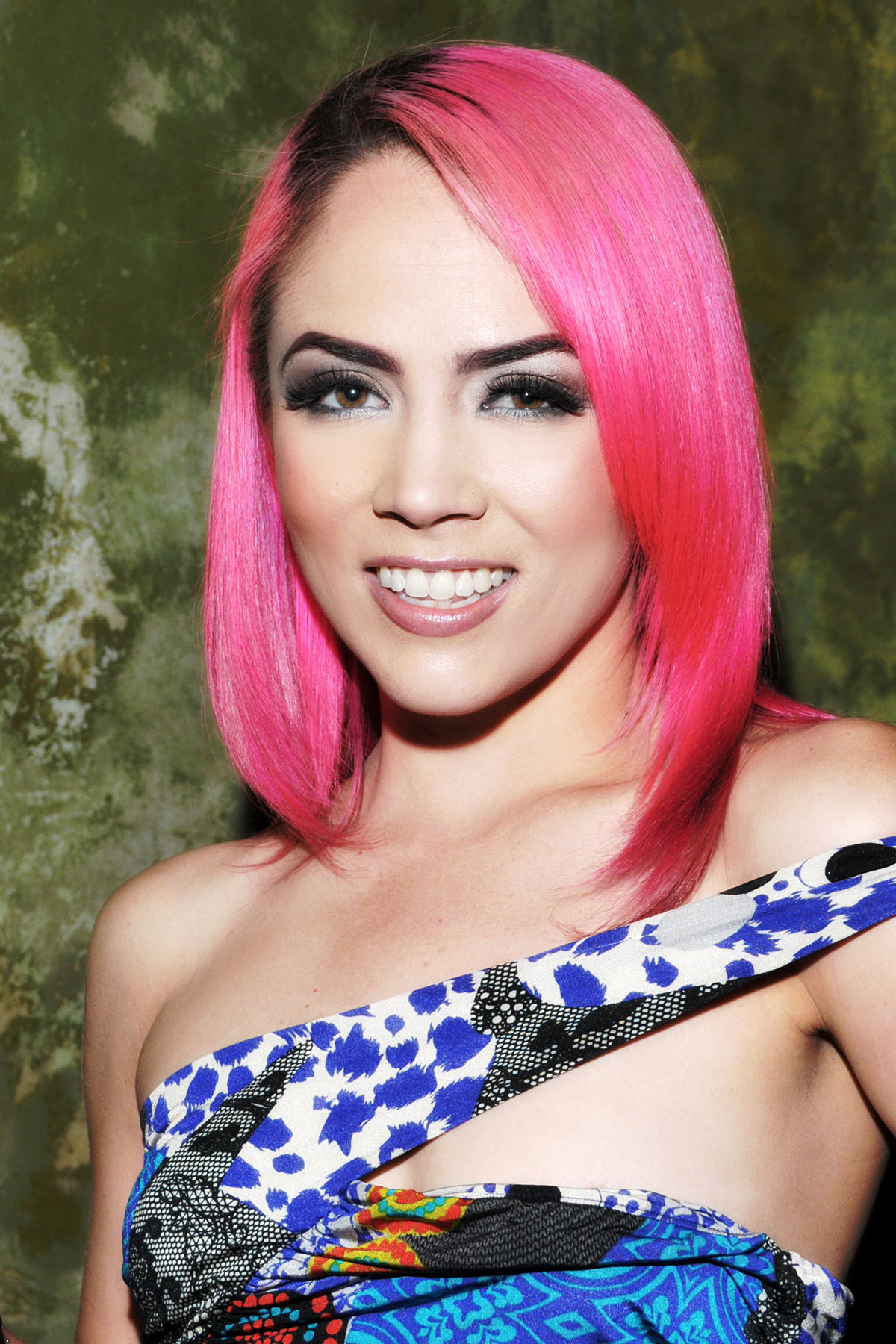
クリスティナ・ローズ

クリスティナ・ローズ（Kristina Rose、1984年4月14日 - ）は、アメリカ合衆国のポルノ女優。カリフォルニア州リバーサイド出身。

## 出演作品
- アメコミヒーロー絶倫スペシャル
- スーパーマン棒/SUPERMANBOW
上記タイトルのDVDは日本ではコンマビジョン（BOOB CITYレーベル）から発売。